# Jack Sullivan (cestista)
John Francis Sullivan, detto Jack (Washington, 27 luglio 1935 – Baltimora, 16 settembre 2010), è stato un cestista e allenatore di pallacanestro statunitense.

## Carriera
Dopo aver giocato alla St. Anthony's High School, liceo della propria città natale, ha disputato 4 stagioni alla Mount St. Mary's University. Dal 1953 al 1957 ha realizzato in totale 2.672 punti, record nella storia della squadra. Al termine della carriera universitaria, venne selezionato come 14ª scelta assoluta al Draft NBA 1957 dai Philadelphia Warriors.
Tuttavia Sullivan non giocò mai in NBA, poiché si arruolò nel Corpo dei Marines. Ebbe comunque l'opportunità di giocare nella squadra dell'esercito, e nel 1959 venne nominato All-American. Nel 1961, dopo l'esperienza militare, fu ingaggiato dai Washington Tapers in American Basketball League; disputò 41 partite, realizzando 275 punti. Dopo una sola stagione lasciò la squadra e il basket giocato: fu infatti arruolato come agente speciale dallo United States Secret Service.
Dopo alcuni anni rientrò nel mondo della pallacanestro in qualità di allenatore. Dapprima guidò la squadra maschile della Gonzaga College High School; successivamente (1979-1987) fu a capo della squadra femminile dell'Academy of the Holy Names di Silver Spring (Maryland); infine (1989-1996) allenò alla Università Cattolica d'America, sempre nella squadra femminile.

## Palmarès
- AAU All-American (1959)[4]
- CAC Coach of the Year (1991)[2]